# Coelogyne venusta
Coelogyne venusta é uma espécie de orquídea epífita, família Orchidaceae, originária do noroeste de Borneu.